# Santa Maria la Fossa
Santa Maria la Fossa är en ort och kommun i provinsen Caserta i regionen Kampanien i Italien. Kommunen hade 2 681 invånare (2017).